# 7 Pułk Artylerii Przeciwpancernej
7 Pułk Artylerii Przeciwpancernej (7 pappanc) – oddział artylerii przeciwpancernej Polskich Sił Zbrojnych.

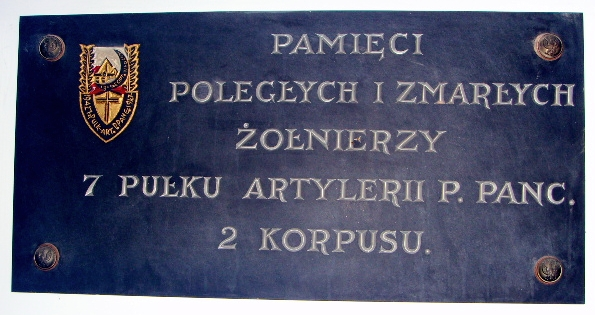
Tablica w kościele garnizonowym w Londynie

## Formowanie i zmiany organizacyjne

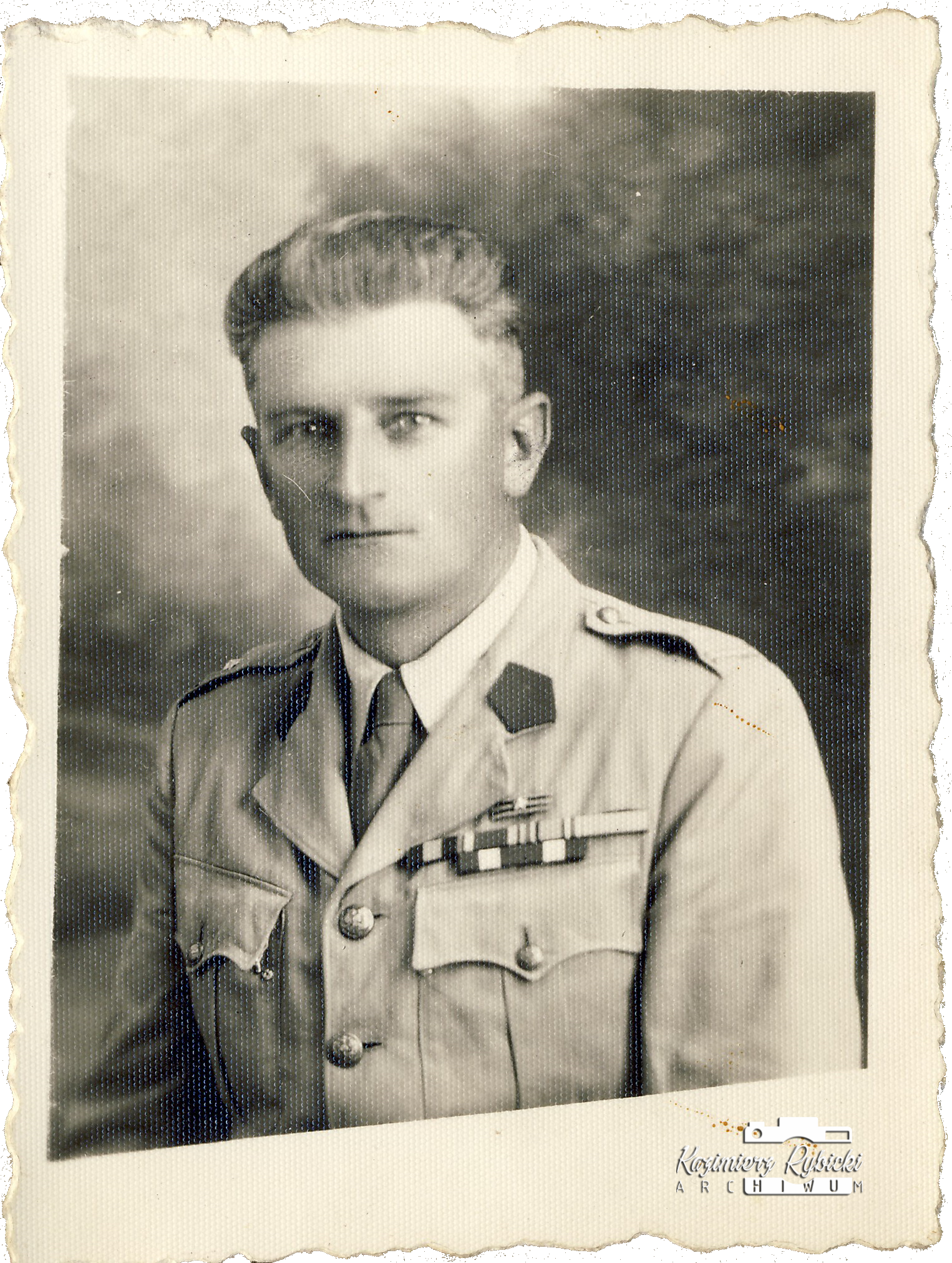
Mjr Kazimierz Zygmunt Rybicki. Powstaniec wielkopolski 1918/1919, żołnierz Wojska Polskiego 1920-1939 oraz Polskich Sił Zbrojnych na Zachodzie 1941-1945. Od 7 XI 1942 - 23 VII 1943 r. był zastępcą dowódcy 7 Pułku Artylerii Przeciwpancernej.

Pułk podporządkowania armijnego. Utworzony w obozie wojskowym w rejonie Khanaqin rozkazem Dowódcy Armii Polskiej na Wschodzie z dnia 6 listopada 1942 roku ze stanu 7 kompanii przeciwpancernej i 7 kompanii ochrony sztabu ze składu 7 DP oraz części kadry dawnego karpackiego dywizjonu ppanc. SBSK i rozwiązanej 4 Dywizji Strzelców. 7 Pułk Artylerii Przeciwpancernej podporządkowany był bezpośrednio dowódcy artylerii Armii Polskiej na Wschodzie, a następnie dowódcy artylerii 2 Korpusu gen. Andersa. Przeznaczony był do zwalczania wszelkiego rodzaju pojazdów pancernych pociskami o dużej prędkości początkowej i płaskim torze. W kwietniu 1943 roku został dyslokowany w rejon Kirkuku prowadząc intensywne szkolenie i specjalistyczne kursy z otrzymywanym uzbrojeniem i wyposażeniem. Od września 1943 roku pułk wraz 2 Korpusem Polskim został przeniesiony do Palestyny do miejscowości Isdud. Pod koniec października bierze udział w manewrach korpusu kryptonim "Virile". Żołnierze dowództwa pułku oraz II i III dywizjonów w listopadzie zostają skierowani do brytyjskich Centrów Wyszkolenia: Artylerii w Almaza i Broni Pancernej w Abbasia w Egipcie, celem przeszkolenia na niszczycielach czołgów "Sherman 3.M.10". W dniu 31 grudnia 1943 roku stan pułku wynosił 39 oficerów i 644 szeregowych. Uzbrojony był w 24 samobieżne niszczyciele czołgów 3.M.10", 8 armat 17-funtowych i 16 armat 6-funtowych oraz 32 pojazdy gąsienicowe 114 pojazdów kołowych i 19 motocykli. 8 stycznia 1944 roku jednostka zakwaterowana została w obozie wojskowym w Quassasin, pomiędzy 27 stycznia, a 25 lutego cały pułk wraz z uzbrojeniem zostaje przetransportowany różnymi statkami z portu w Aleksandrii do portu Tarent we Włoszech. Do połowy kwietnia 7 pappanc. przebywał w obozie wojskowym w San Basilio. Z uwagi na swój specyficzny charakter, przeznaczenie oraz zróżnicowane uzbrojenie pododdziałów i potrzeby taktyczne pułk nie działał całością sił lecz poszczególnymi dywizjonami i bateriami.     

## Działania bojowe pułku

### Bitwa o Monte Cassino i bój o Piedimonte
W dniu 26 kwietnia 1944 r. pułk wszedł do bitwy o Monte Cassino i Piedimonte, tego dnia pierwsze dwa działony przejęły stanowiska ogniowe od kanadyjskiego 7 Pułku Artylerii Przeciwpancernej i znalazły się pod ogniem wroga. Dywizjony samobieżne uczestniczyły w artyleryjskim wsparciu natarcia 2 Korpusu Polskiego w bitwie o Monte Cassino. Dywizjony kołowe armat ciągnionych pełniły służbę: łączności, ewakuacyjną, zadymiania, zaopatrzeniową.  W dniach 12-19 maja 8 i 9 baterie dywizjonu III wspierały czołgi 4 Pułku Pancernego i piechotę na "Drodze Polskich Saperów", "Gardzieli i Massa Albanetty. Natomiast w dniach 20-25 maja 6 bateria samobieżna wspierała 6 Pułk Pancerny, pododdziały piechoty i kawalerii w walkach o Piedimonte. W tym okresie poległ 1 oficer i 2 podoficerów, rannych zostało 11 szeregowych pułku. Jedno działo samobieżne spalone i 2 uszkodzone.     

### Walki od rzeki Chienti do rzeki Musone
Od 30 maja do 17 czerwca pułk przekazał uzupełnienia do jednostek liniowych piechoty i wypoczywał. Samobieżnymi dywizjonami II i III od 18 czerwca do 1 lipca wspierał Oddział Wydzielony 5 Kresowej Dywizji Piechoty nad rzeką Chienti. 30 czerwca 5 bateria artylerii samobieżnej brała udział w pościgu, wspierała 1 szwadron pancerny Pułku 4 Pancernego i część 13 wileńskiego batalionu strzelców "Rysie", a następnie współdziała z 1 Pułkiem Ułanów Krechowieckich i 4 Pułkiem Pancernym podczas forsowania rzeki Potenzy. Brał udział w walkach w rejonie M. Fano  i o S. Biagio. Ponosząc straty 1 zabitego i 3 rannych żołnierzy.     

### Walki o Loreto i bitwa o Anconę
7 Pułk Artylerii Przeciwpancernej, III dywizjonem walczył nad rzeką Musone, 3 i 4 lipca wspierał 2 Brygadę Pancerną i brytyjski 7 Pułk Huzarów w rejonie Castelfidardo-Badia. Wraz z ww. jednostkami zdobył Montoro, Osimo. W rejonie Recanati-Loreto rzut gospodarczy III dywizjonu został zbombardowany i ostrzelany przez lotnictwo wroga. II i III dywizjonami samobieżnymi pomiędzy 7 a 14 lipca wraz z 2 Brygadą Pancerną walczył w rejonie miejscowości Casa Nuova, Madonna della Crescia, Montopa. Od 17 lipca I i IV dywizjony wspierały oddziały piechoty, pancerne i kawalerii pancernej niszcząc nieprzyjacielskie gniazda ogniowe w rejonie Casa Nuova, Casa Fontaneli, Casa Piccini, Casa Galla i Villa. Dywizjony samobieżne II i III współdziałały z 6 Pułkiem Pancernym walcząc w rejonie Croce, San Vincenzo, Monte Torte. 18 lipca 7 pappanc. brał udział w natarciu w kierunku Madonna della Grazie, Galignano, Paterno di Ancona, Cassero niszcząc nieprzyjacielskie środki ogniowe i pojazdy pancerne. Baterie pułku wspierały oddziały włoskiej 2 brygady i 1 pułku ułanów Krechowieckich oraz 15 pułku ułanów Poznańskich przy próbie okrążenia niemieckiej 278 Dywizji Piechoty sforsowały rzekę Esino oraz toczyły walki o przyczółek Chiaravalle. W trakcie tych walk poległ 1 oficer i 9 szeregowych, 1 oficer i 25 szeregowych zostało rannych zniszczeniu uległo działo samobieżne, uszkodzono 4 działa samobieżne i jedno 6-funtowe. W walkach pułk zniszczył nieprzyjacielskich 17 dział (samobieżnych, przeciwpancernych i przeciwlotniczych), ciągnik, wiele punktów ogniowych oraz zabrał do niewoli 72 jeńców.     

### Walki od rzeki Cesano do Metauro
Od 19 lipca 1944 roku dywizjony i baterie 7 PAPpanc. wspierają prowadzące pościg za wrogiem oddziały 2 KP.  19 lipca 1 Pułk Ułanów Krechowieckich w ataku na lotnisko Ancona, 6 Pułk Pancerny na Chiaravalle, 15 Pułk Ułanów Poznańskich na Monte Marciano. 21 i 22 lipca Oddział Wydzielony "A" i Oddział Wydzielony "B" w natarciu na Cassa Tellaro, San Silvestro, Belvedere, a 23-25 lipca na miejscowość Ostra. 26 i 27 lipca dywizjon I wspiera włoską Grupę "Utili", dyon II (samobieżny) w składzie OW "A" opanował wzg. San Angelo i osłaniał przeprawę przez rzekę Misa. IV dywizjon zabezpieczał obronę ppanc. 2 Grupy Artylerii w Monte Marciano. W okresie od 28 do 30 lipca pododdziały pułku konsolidowały obronę na zajętym terenie. W okresie od 31 lipca - 3 sierpnia IV dywizjon wspierał Pułk Ułanów Karpackich w walkach w rejonie Urbania-Urbino. 4-5 sierpnia III dywizjon (samobieżny) wspierał 4 Pułk Pancerny w bojach o Ponticelli, Ronticelli i Scapezzano. 6-7 sierpnia pułk większością sił walczy w rejonie Capuccini i La Villa oraz Scapezzano. 8 sierpnia II dywizjon (samobieżny) wspierał brytyjskich huzarów z 7 pułku w rejonie Santa Lucia, a III dywizjon (samobieżny) 1 Pułk Ułanów Krechowieckich i oddziały 3 DSK. 9 sierpnia w natarciu na wzg. 208 i La Croce II dywizjon (samobieżny) zniszczył nieprzyjacielskich 7 dział samobieżnych i 1 ppanc. III dywizjon (samobieżny) na wzg. 162 1 działo samobieżne i ciągnik artyleryjski oraz gniazda karabinów maszynowych. Do 15 sierpnia 1944 r. pułk przeszedł na wypoczynek w rejon Monte Bettolle. Od 17 sierpnia pułk prowadził marsz za czołowymi oddziałami korpusu przekraczając 18 sierpnia rzekę Metauro. W dniach 19-22 sierpnia dywizjony: II (samobieżny) walczył między innymi o San Costanzo, III (samobieżny) o wzg. 124, 164, Monte San Giovanni, Il Vicinato, IV wspierał Pułk Ułanów Karpackich. W tym okresie zniszczono nieprzyjacielskich: 17 dział samobieżnych i czołgów, 3 armaty ppanc, 2 pojazdy i szereg stanowisk ogniowych o wzięto 7 jeńców. Poległo 2 oficerów i 8 szeregowych, rannych zostało 2 oficerów i 21 szeregowych. Zniszczone zostały 2 działa samobieżne, 1 cariers, uszkodzonych zostało: 7 dział samobieżnych i czołg OP oraz 1 armata 17-funtowa.     

### Bitwa o "Linię Gotów"
W dniach 23-31 sierpnia 1944 r. baterie I dywizjonu wspierały 14 wileński i 17 lwowski bataliony strzelców oraz pancerniaków z 6 pułku w walkach o Monte della Forche, Carignano oraz Belilla, Rondello i wzg. 194. 1 i 2 września III dywizjon (samobieżny) wraz z Ułanami Krechowieckimi forsuje rzekę Foglia i zdobywa wzg. 131 i 187 niszcząc wiele schronów i pilboxów. W walkach tych poległ jeden żołnierz, a ranny został też 1 artylerzysta, uszkodzeniu uległ czołg Sherman OP. Od 3 do 29 września pułk przebywał na wypoczynku i uzupełniał straty w Casa San Paulo. Od 30 września dywizjony samobieżne II i III przebywały w rejonie Rimini, a następnie Riccione, od odłamka artyleryjskiego zginął 1 żołnierz pułku.     

### Walki w Apeninach Emiliańskich
Od 16 października III dywizjon (samobieżny) współdziałał z pancerniakami 4 pułku w rejonie Safone i San Pietro in Bagno. Następnie w listopadzie 4 Pułk Pancerny był wspierany przez III dywizjon (samobieżny) 21 listopada podczas walk o Monte Fortino i Casa Colina oraz 22-23 listopada Monte Mamante. Ogniem dział z dolin wspierał działania piechoty na okoliczne wzgórza i wioski górskie. Baterie przekroczyły rzekę Sintria i wkraczyły z piechotą do Mamante, Limisano oraz Villa di S. Giorgio. Ogniem prowadzonym przez dywizjony samobieżne wspierały walki piechoty o wzg. 155. Teren działania baterii i dywizjonów był zaminowany i trudny do działania z uwagi na zimowe warunki górskie. W czasie walk baterie pułku zniszczyły nieprzyjacielskie działo samobieżne, samochód pancerny i wiele punktów oporu wroga. Poległ 1 żołnierz pułku, a 3 zostało rannych, uszkodzeniu uległo działo samobieżne i samochód pancerny.    

### Walki obronne nad rzeką Senio
W styczniu 1945 roku 7 Pułk Artylerii Przeciwpancernej został dyslokowany do rejonu Arezzo-Staggiano, wydzielony z pułku II dywizjon wspierał w obronie oddziały 5 KDP. W okresie grudnia i stycznia do pułku przydzielono dodatkowe działa samobieżne SP 17 pdr. Archer,  pozwoliło to wyposażyć trzy dywizjony w pojazdy obu typów. Od 4 lutego w miejsce II dywizjonu został wydzielony I dywizjon i wysłany na linię frontu gdzie wspierał w obronie 3 DSK. Na początku marca odcinek obrony 5 KDP przydzielono III dyon pułku. Wspierające oddziały piechoty w obronie poszczególne dywizjony prowadziły walkę ogniową niszcząc punkty: oporu, dowodzenia, obserwacyjne, stanowiły ruchome odwody ppanc. niszcząc przy tym 2 armaty ppanc i 1 samochód pancerny. Prowadzono także ogień pośredni na wykryte przez obserwację lotniczą cele w głębi obrony nieprzyjaciela. W trakcie tych działań 3 żołnierzy pułku odniosło rany.        

### Bitwa o Bolonię
Od dnia 9 kwietnia I dywizjon pułku wspierał walkę 3 Dywizji Strzelców Karpackich w kierunku Solarolo-San Mauro, 12-13 kwietnia bronił przyczółka na rzece Santerno w rejonie miejscowości Casa Aralda. II dywizjon 14 kwietnia wspierał natarcie 6 Pułku Pancernego i części Pułku Ułanów Karpackich na Sasso Morelli, 15 i 16 kwietnia walczył o sforsowanie rzeki Sillaro i wspierał własne wojska w walkach o zdobycie Medicina. III dywizjon od 15 kwietnia wspierał w walce 6 Pułk Pancerny w kierunku Castel Guelfo, od 18 kwietnia w kierunku La Chiesina. Dalsze działania prowadził na korzyść Pułku Ułanów Karpackich w walkach o Pogio, Piccolo, San Lorenzo. Od 18 kwietnia I dywizjon wspierał 3 Brygadę Strzelców Karpackich w walkach o Castel San Pietro, II dywizjon w rejonie Capo Stradome. 19 kwietnia II dywizjon wraz z 4 Pułkiem Pancernym  i Pułkiem Ułanów Karpackich sforsował rzekę Gaiano. 20 kwietnia I dywizjon prowadził dalsze działania na drodze nr 9 w kierunku Bolonii wraz wspieraną 3 BSK, a III dyon osiągnął rzekę Quaterno. 21 kwietnia I dyon wspierał 1 BSK w natarciu, III dywizjon wspierał Zgrupowanie "Rak" w przejściu rzeki Idice, 9 bateria z tego dywizjonu wraz PU Karpackich wkroczyła do Bolonii. W dniu 22 kwietnia 1945 roku I dywizjon przydzielony do 3 DSK prowadził walkę ogniową z artylerią nieprzyjaciela, były to ostatnie strzały oddane przez 7 Pułk Artylerii Przeciwpancernej w wojnie. W trakcie walk dywizjony pułku zniszczyły 5 dział, w tym 2 samobieżne, punkt obserwacyjny na wieży kościoła w La Chiesiona, wiele schronów i stanowisk ogniowych wroga, ujęto 60 jeńców. Poległ 1 oficer i 7 szeregowych, rany odniosło 4 oficerów i 11 szeregowych, uszkodzonych zostało 8 dział samobieżnych.         
Po zakończeniu walk o Bolonię, pułk został wycofany na południe do San Severino di Marche. Pozostał tam do lipca 1946 roku, kiedy zarządzono jego transport do Wielkiej Brytanii.

## Struktura organizacyjna
Dowództwo
- 2 x dywizjon artylerii przeciwpancernej
  - 2 x bateria artylerii przeciwpancernej
    - 4 armaty 6 - funtowe

  - 1 x bateria artylerii przeciwpancernej
    - 4 armaty 17 - funtowe
- 2 x dywizjon artylerii przeciwpancernej
  - 3 x bateria artylerii przeciwpancernej
    - 4 działa 3- calowe M-10

## Żołnierze pułku
Dowódca pułku
- ppłk Antoni Dołęga Cieszkowski (7 XI 1942 - 1947)[15]

Zastępca dowódcy pułku
- mjr Kazimierz Zygmunt Rybicki (7 XI 1942 - 23 VII 1943)[15][16]
- mjr Roman Antoni Nowosadowski (VII 1943 -[17]V 1945)

Dowódcy dywizjonów
I - kpt./mjr Jan Wołyniak
II - kpt./mjr Antoni Nowosadowski, 
- mjr Tadeusz Nieżychowski (od VII 1943)
III - kpt./mjr Czesław Śleziak
IV - kpt./mjr Ksawery Masiak  

## Odznaka pułkowa (kombatancka)
Odznaka jednoczęściowa bita w białym metalu, złocona, emaliowana o wymiary: 33x18 mm.
Odznakę kombatancką wykonał warszawski grawer Andrzej Panasiuk po 1970.
Wersja
Wykonana w 1972 w firmie JS Dudzik z Katowic – lakierowana.